# Aumühle (Illertissen)
Aumühle ist ein Gemeindeteil der Stadt Illertissen im schwäbischen Landkreis Neu-Ulm, Bayern.

## Geographie
Der Weiler liegt etwa drei Kilometer nördlich des Stadtzentrums, am Ortsrand des Stadtteils Au und direkt am Altenstädter Kanal.

## Geschichte
Der Ort gehörte bereits vor der Gebietsreform in Bayern zur Stadt Illertissen.